# Chiesa di Sant'Apollonio
La chiesa di Sant'Apollonio si trova nel territorio del comune di Ponte di Legno, nella località Planpezzo della frazione di Pezzo, in Val Camonica, provincia di Brescia.

## Storia e descrizione
È considerata una delle chiese più antiche della Val Camonica, in quanto a causa della struttura tipicamente romanica viene fatta risalire all'XI secolo. È possibile leggere sull'edificio un intervento volto all'innalzamento della stessa di circa un metro e mezzo, avvenuto tra la fine del XIII secolo e l'inizio del XIV secolo. Altri rimaneggiamenti avvenuti nel XVII secolo hanno invece coperto gli affreschi originari (datati al XIV secolo) con nuovi dipinti. La chiesa infatti conserva un affresco di Johannes de Volpino raffigurante sant'Apollonio. Gli affreschi furono strappati nel 1965 e conservati presso il municipio di Ponte di Legno.
Sulla parete nord dell'edificio è possibile leggere un'apertura che doveva condurre nell'antica sagrestia, già documentata nel 1716, ma demolita alla metà del XX secolo. Immagini scattate negli anni quaranta della Soprintendenza per i beni architettonici e paesaggistici per le province di Brescia, Cremona e Mantova ricordano questo edificio. La chiesa conservava un affresco di Johannes de Volpino raffigurante sant'Apollonio, risalente alla seconda metà del XIV secolo.
Nel 1567, dagli atti della Visita pastorale del vescovo Bollani, la chiesa risulta essere in pieno decadimento: viene ordinato di restaurarla o abbatterla. Singolari sono le vicende della dedicazione che a partire dal 1684, nelle relazioni parrocchiali presenti nell'archivio, risulta essere denominata Sant'Apollonia, al femminile.
Nell'Ottocento la chiesa era definita "campestre" e ricordata come sussidiaria della parrocchiale di Santa Lucia di Pezzo, ma già nella prima metà del XX secolo era adibita a fienile. Solo tra il 1947 ed il 1949 vengono eseguiti i primi lavori di restauro e all'inizio degli anni sessanta la chiesa venne acquisita dal Bim di Valle Camonica.
Durante i lavori di restauro del 1965, volti all'asportazione di alcuni affreschi seicenteschi posizionati nella sala consiliare del Comune di Ponte di Legno, vengono scoperte nello strato sottostante delle raffigurazioni tardogotiche.
Nel 2006 l'edificio è stato nuovamente sottoposto a lavori di ristrutturazione che hanno riportato alla luce la pavimentazione in selciato interna e ricoperte le caratteristiche ed originarie facciate esterne di pietra locale.